# Capacidad de absorción de radicales de oxígeno
La capacidad de absorción de radicales de oxígeno (en español: CARO; en inglés: oxygen radical absorbance capacity (ORAC)) es un método de medición de la capacidad antioxidante en muestras biológicas in vitro.
Una amplia variedad de alimentos han sido probados utilizando este método, con algunas especias, frutos y legumbres con alta calificación. No existe ninguna prueba fisiológica in vivo que valide la teoría de los radicales libres. En consecuencia, el método ORAC, que se deriva únicamente de experimentos en tubos de ensayo, actualmente no se puede interpretar como relevante para la dieta humana o la biología.

## Método
El ensayo mide la degradación oxidativa de una molécula fluorescente (ya sea B-ficoeritrina o fluoresceína) después de haber sido mezclado con generadores de radicales libres tales como compuestos azoderivados. Se considerada que los azoderivados producen radicales peroxilo por calentamiento, que daña la molécula fluorescente, resultando en pérdida de su fluorescencia. Los antioxidantes protegen la molécula fluorescente de la degeneración oxidativa. El grado de protección se cuantifica usando un fluorómetro. La molécula fluoresceína es actualmente la más utilizada. El fluorómetro está disponible comercialmente (Biotek, Roche Diagnostics), que mide y calcula la capacidad automáticamente. Claudio Basso asegura que 
la intensidad de fluorescencia disminuye a medida que avanza la degeneración oxidativa. Esta intensidad se registra durante 35 minutos después de la adición del azoderivado. Hasta ahora, el AAPH (2,2 '-azo-bis (2-amidino-propano) dihidrocloruro) es el único generador de radicales libres utilizado. La degeneración (o descomposición) de fluoresceína se mide en función del retardo en el decaimiento de fluorescencia, respecto a la presencia o no del antioxidante. Las curvas de caída (la intensidad de fluorescencia respecto al tiempo) se registran y el área entre las dos curvas de caída (con o sin antioxidante) se calcula. Posteriormente, el grado de protección antioxidante mediada se cuantifica utilizando el antioxidante Trolox como estándar (un análogo de la vitamina E). Diferentes concentraciones de Trolox se utilizan para hacer una curva estándar, y las muestras de ensayo se comparan con esto. Los resultados de las muestras de ensayo (alimentos) se publican como "equivalentes de Trolox" o TE.
Una de las ventajas de utilizar el método de ORAC para evaluar la capacidad antioxidante de las sustancias es que se tiene en cuenta las muestras con y sin fases de retardo en las capacidades de sus antioxidantes. Esto es especialmente beneficioso cuando la medición de los alimentos y suplementos que contienen ingredientes complejos con diversos antioxidantes de acción lenta y rápida, así como ingredientes con efectos combinados que no pueden ser pre-calculados.
Los inconvenientes de este método son: 
1. La actividad antioxidante se mide sólo contra radicales particulares (principalmente peroxilos), sin embargo, la formación de radicales peroxilo nunca ha sido probada.
2. La naturaleza de la reacción perjudicial o dañina no se conceptúa.
3. No existe evidencia de que los radicales libres están implicados en esta reacción y,
4. No hay evidencia de que los valores ORAC tengan algún significado biológico después del consumo de cualquier alimento. Por otra parte, no se ha establecido la relación entre los valores ORAC y algún beneficio para la salud.